# Phytomyza persicae
Phytomyza persicae är en tvåvingeart som beskrevs av Frick 1954. Phytomyza persicae ingår i släktet Phytomyza och familjen minerarflugor. Inga underarter finns listade i Catalogue of Life.